# Rudi Opitz

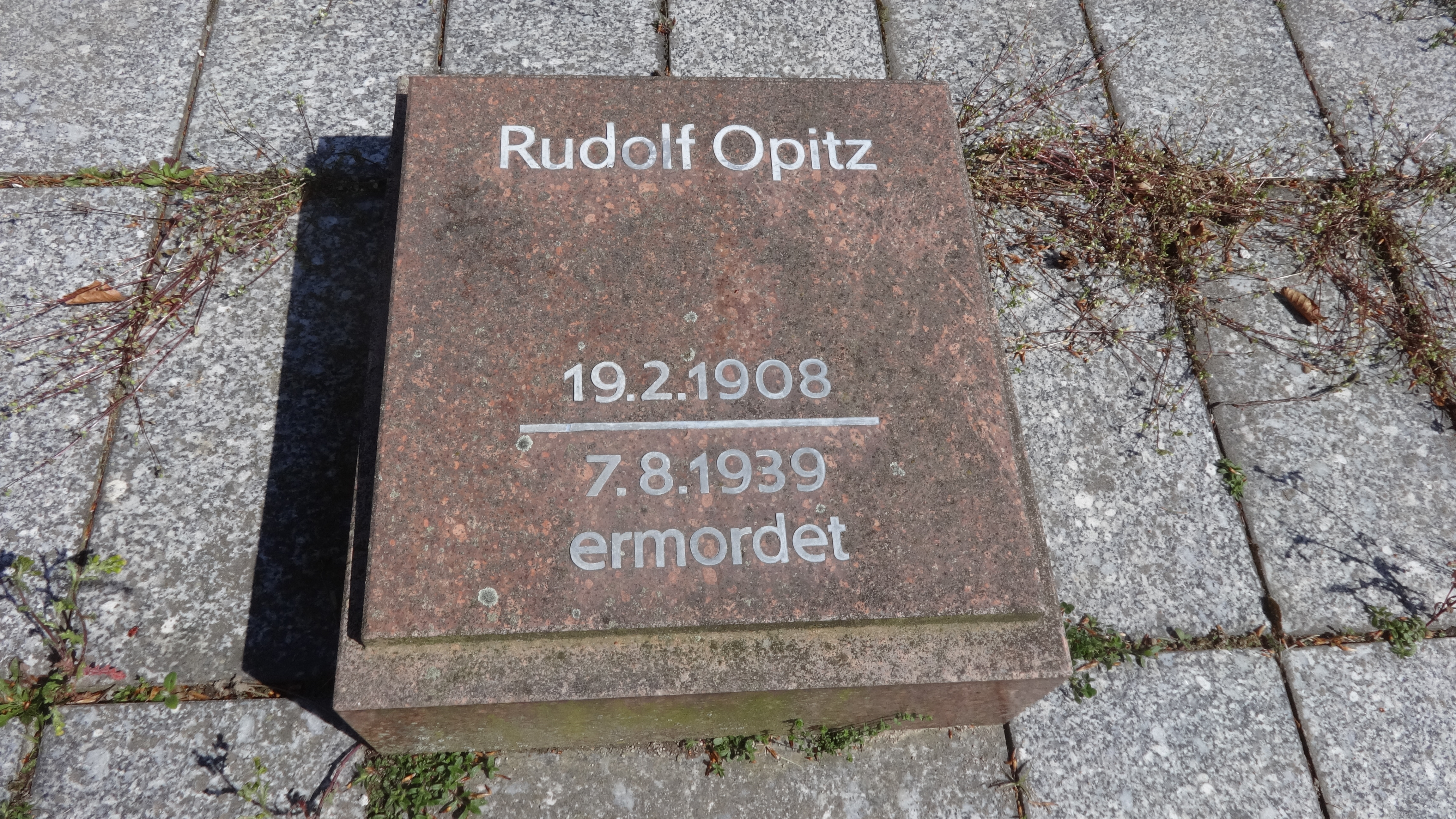
Grabstein Rudolf (Rudi) Opitz’ auf dem Leipziger Südfriedhof

Rudolf Franz Opitz, genannt Rudi Opitz (* 19. Februar 1908 in Leipzig; † 7. August 1939 im KZ Buchenwald), war ein deutscher Fotograf und Chemigraf, Gegner und Opfer des Nationalsozialismus.

## Leben und Beruf
Rudolf Opitz wurde 1908 als Kind eines Betriebsassistenten geboren und wuchs in der schwierigen Zeit des Ersten Weltkrieges und den folgenden Unruhen im Leipziger Norden auf. Nach Abschluss der Volksschule erlernte er bei der Firma Körner und Sohn den Beruf des Reproduktionsfotografen und Chemigrafen. Ab 1923 war er Mitglied des Kommunistischen Jugendverbands. Nach der Ausbildung erhielt er eine Arbeitsstelle in Niedersedlitz bei Dresden und anschließend in Düsseldorf. Nach seiner Hochzeit und der Rückkehr nach Leipzig wurde er 1929 arbeitslos. 1931 trat er der KPD bei und wurde Mitglied der Stadtleitung der Partei. Ab 1933 engagierte er sich aktiv gegen die machthabenden Nationalsozialisten. Kurzfristig war er beim Junkers Flugzeugwerk in Köthen angestellt. Vor seiner Inhaftierung lebte er wieder in Leipzig-Gohlis.

## Verhaftung und Gefangenschaft
Am 23. August 1935 wurde er wegen „Vorbereiten eines hochverräterischen Unternehmens“ verhaftet. Nach 17 Monaten Untersuchungshaft wurde er zu zwei Jahren Zuchthaus verurteilt, von denen er die fehlenden drei Monate im Zuchthaus Zwickau absaß. Anschließend wurde er in das neu erbaute Konzentrationslager Buchenwald überstellt, wo er die Häftlingsnummer 2317, später die 2712 erhielt. Er arbeitete zunächst im Kommando Bücherei/Buchbinderei, anschließend im Fotolabor der SS. Er nutzte seine Position, um heimlich Negative von Gräueltaten der SS durch entlassene Häftlinge an die Öffentlichkeit zu bringen.
Als Rudolf Opitz erfuhr, dass seine Entlassung kurz bevorstehe, versuchte er weitere Aufnahmen aus dem Lager zu schmuggeln. Am 29. Juni 1939 wurde jedoch ein Negativ einer Exekution bei ihm gefunden, worauf er in den Arrestzellenbau eingewiesen wurde und unter strengen Arrest kam. Nach drei Tagen Arrest Stehen in der dunklen Zelle wurde normaler Arrest angeordnet. Am 7. August 1939 wurde er vom Arrestzellenbauaufseher Martin Sommer erschlagen, nachdem er drei Tage an eine Dampfheizung gekettet worden war. In den Akten wurde der Mord mit „Freitod durch Erhängen“ beschrieben.

## Gedenken an Rudolf Opitz
In der DDR wurde Rudi Opitz als Antifaschist und Widerstandskämpfer geehrt:
- Rudi-Opitz-Straße in Leipzig-Gohlis, eingeweiht 1945 (zuvor Fabricestraße)
- Gedenkstein in Gohlis, eingeweiht 1950
- Der Straßenbahnhof Gohlis II (Landsberger Straße) hieß ab 1950 „Jugendbahnhof Rudi Opitz“[2]
- Rudi-Opitz-Oberschule (94. Polytechnischen Oberschule) in Leipzig-Grünau, eingeweiht 1985 (Name bis 1992)[3]

Im April 2009 wurde zum Gedenken an Rudi Opitz vor seinem letzten Wohnort in der Coppistraße 65 (Leipzig) ein Stolperstein verlegt.
Auf dem Südfriedhof Leipzig, wurde auf dem Weg zum Krematorium ebenfalls ein Gedenkstein mit dem Hinweis „ermordet“ gesetzt.